# Eparchia di Berlino e Germania

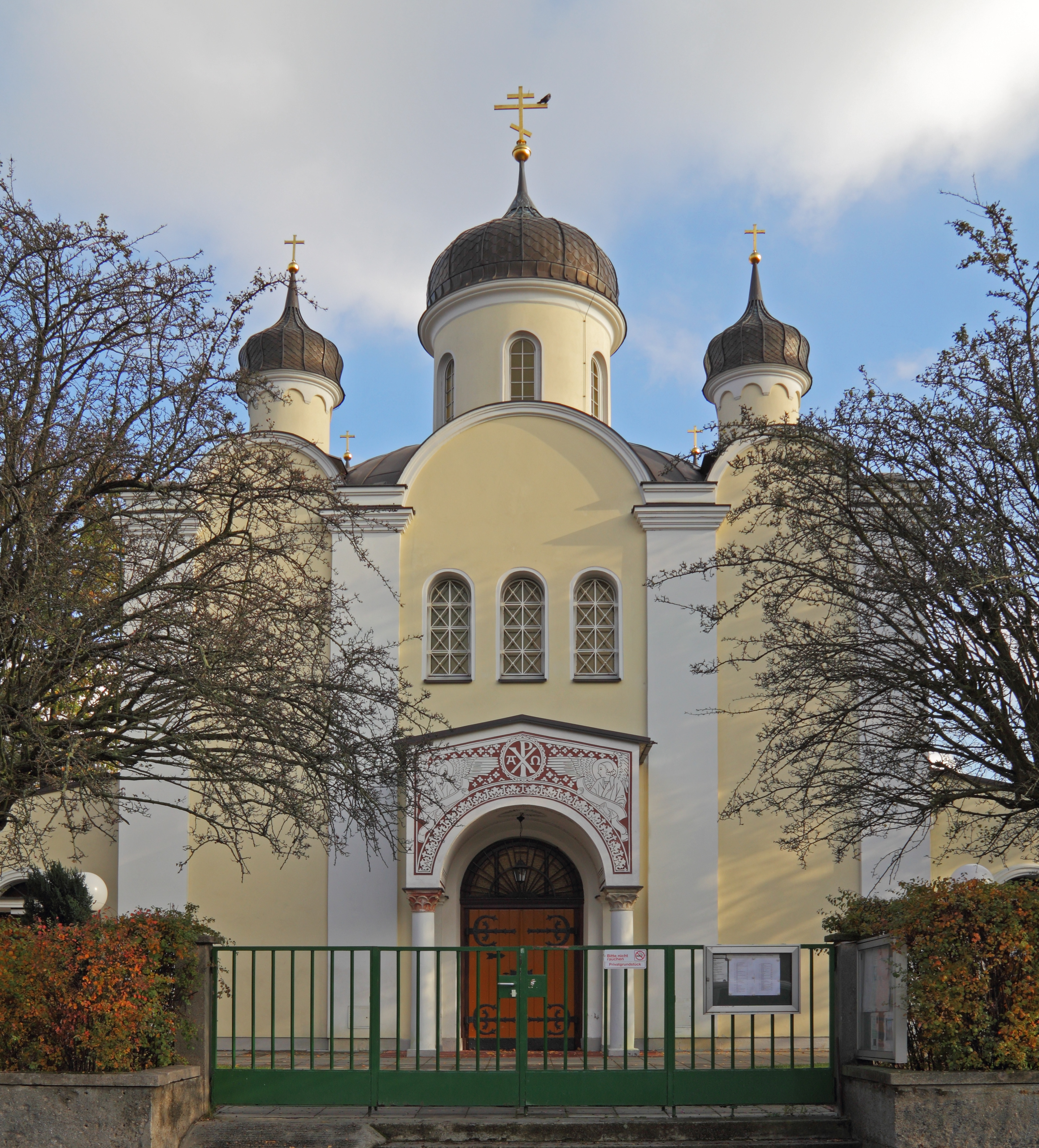
La cattedrale della Resurrezione di Wilmersdorf a Berlino.

L'eparchia di Berlino e Germania (in russo Берлинско-Германская епархия?) è una diocesi della Chiesa ortodossa russa in Germania.
Sullo stesso territorio esiste un'altra diocesi di tradizione russa, l'eparchia di Berlino e della Germania della Chiesa ortodossa russa fuori dalla Russia.

## Territorio
L'eparchia ha giurisdizione su tutti i fedeli ortodossi, dipendenti dal patriarcato di Mosca, nel territorio della Germania.
Sede eparchiale è la capitale Berlino, dove, nel quartiere di Wilmersdorf, si trova la cattedrale della Resurrezione di Cristo.

## Storia
Dopo il 1917, la popolazione russo-ortodossa in Germania iniziò ad aumentare notevolmente a causa degli emigranti che lasciavano la Russia dopo la rivoluzione russa, e furono istituite diverse parrocchie. A capo di queste comunità fu posto il metropolita Eulogius Georgiyevsky. Tuttavia, a causa della rottura dei rapporti tra il metropolita e i rappresentanti della Chiesa ortodossa russa fuori dalla Russia, la maggior parte delle parrocchie tedesche passarono a quest'ultima istituzione, in rottura con il patriarcato di Mosca. All'inizio degli Anni Cinquanta del XX secolo, su 42 parrocchie russe in Germania, solo 8 riconoscevano l'autorità del patriarca di Mosca: 3 in Germania Ovest, 2 in Germania Est e 3 a Berlino.
Al termine della seconda guerra mondiale le parrocchie russe del patriarcato di Mosca in Germania furono erette in un decanato patriarcale. Il 15 agosto 1957 il decanato fu elevato al rango di eparchia. Il 24 febbraio 1971 l'eparchia tedesca fu divisa in tre distinte eparchie: l'eparchia del Baden e della Baviera, l'eparchia di Düsseldorf e dei territori di Brema, Amburgo, Assia; l'eparchia di Berlino e Lipsia. Le tre eparchie distinte sopravvissero fino al 23 dicembre 1992, quando il Santo Sinodo russo decise la costituzione di una sola eparchia tedesca.
A partire dagli Anni Novanta l'immigrazione dalla Russia e dagli altri paesi dell'ex Unione Sovietica ha aumentato notevolmente il numero dei fedeli ortodossi. Le parrocchie dipendenti dal patriarcato di Mosca, tra il 1992 e il 2007, sono aumentate da 12 a 61.